# Ana Enriqueta Terán
Ana Enriqueta Terán (Valera, 1918. május 4. – Valencia, 2017. december 18.) venezuelai költő, diplomata.

## Művei
- Al norte de la sangre (1946)
- Presencia terrena (1949)
- Verdor secreto (1949)
- De bosque a bosque (1970)
- El libro de los oficios (1975)
- Libro de Jajó (1980-1987)
- Música con pie de salmo (1985)
- Casa de hablas (1991)
- Alabatros (1992)
- Antología poética (2005)
- Construcciones sobre basamentos de niebla (2006)
- Piedra de habla (2014)

## Díjai
- Premio Nacional de Literatura de Venezuela (1989)